# Xã Mount Erie, Quận Wayne, Illinois
Xã Mount Erie (tiếng Anh: Mount Erie Township) là một xã thuộc quận Wayne, tiểu bang Illinois, Hoa Kỳ. Năm 2010, dân số của xã này là 370 người.